# Адонис Крид
Адонис Крид (при рождении Джонсон) — центральный персонаж фильмов «Крид: Наследие Рокки», «Крид 2» и «Крид 3» профессиональный боксёр. Сын Аполло Крида и ученик Рокки Бальбоа. Исполнители роли — Майкл Б. Джордан и Алекс Хендерсон (сцены в детстве).
Прототипом персонажа является Тимоти Брэдли.

## Биография
В 1998 году Адонис «Донни» Джонсон попал в центр временного содержания несовершеннолетних правонарушителей, где после непродолжительного пребывания подрался с другими детьми. В результате его помещают в отдельную камеру. Позднее Мэри Энн Крид (Фелиция Рашад), вдова Аполло Крида, встретилась с Адонисом и забирает его к себе, сообщив ему, что он сын Аполло Крида (рожденный от внебрачной связи с домработницей). В настоящее время Адонис — состоятельный молодой выпускник колледжа, работает в фирме ценных бумаг. Однако, по выходным, он пробирается в Тихуану для участия в нелегальных боксерских матчах, где побеждает многих соперников, доведя свой победный счет до 15-ти побед. Вскоре Адонис уволился, чтобы осуществить свою мечту и стать боксером. Мэри Энн яростно протестует, вспоминая, как её муж был убит на ринге 30 лет назад в поединке с Драго(«Рокки IV») и как он страдал после каждого боя до этого. Он считает, что трудно узнать кого-нибудь в Лос-Анджелесе, чтобы обучать его из-за смерти отца в ринге, особенно после того, как он терпит поражения в спарринге на свет супертяжеловеса Дэнни «каскадер» Уилер (Андре Уорда). Неустрашимый, Адонис отправляется в Филадельфию, в надежде разыскать бывшего соперника и лучшего друга своего отца, Рокки Бальбоа (Сильвестр Сталлоне).
Однажды в Филадельфии Адонис встречает Рокки и пытается заставить старшего боксера стать его тренером. Отказавшись от бокса, и полагая, что Аполло не хотел, чтобы его сын стал бойцом, Рокки отказывается. Однако настойчивость Адониса в конце концов побеждает Рокки снова. Он образует прочную связь с Рокки и считает его дядей, даже идя, насколько назвать его "дядя" и представить его народа как такового. Между тем, Адонис формирует отношения с его соседкой снизу, Бьянкой (Тесса Томпсон), певицей-песенником с прогрессирующей потерей слуха. Донни получает матч с Лео "Лев" Спорино (Габриэль Росадо), сыном тренера, который изначально хотел Рокки с тренером своего сына. Он тренируется с Рокки для подготовки к борьбе. Рокки принимает Донни — теперь известный как "Голливудский Донни" — на Фронт-Стрит в тренажерном зале, чтобы подготовиться с помощью нескольких давних друзей Рокки, где Адонис заметно улучшает свою скорость, силу, выносливость и защиту. До боя отец Спорино узнает, что Адонис является сыном Аполло Крида. После Адонис выигрывает 2-й раунд техническим нокаутом, отец Спорино предупреждает СМИ о родительстве Адониса. Между тем, мировой Чемпион в полутяжелом весе "Красивый" Рикки Конлан (Тони Беллью), должен пойти в тюрьму по обвинению в пушка, который будет эффективно завершить свою карьеру, готовится к его последнему бою против Дэнни "Каскадер" Уиллер. После Конлан ломает Уилеру челюсть на взвешивании за титульный бой, Конлан менеджером Томми праздника (Грэм Мактавиш) решает, что лучший способ закончить свою карьеру будет против сына Аполло Крида. Конлан против, но неохотно соглашается. Праздник встречается с Рокки и Адонисом, требуя, чтобы он использовал имя веры, если он хочет бой в полутяжелом весе. Адонис очень хочет, его желание — создать собственное наследие. Он соглашается только после того, как Бьянка уговаривает его использовать фамилию Аполло.

## Известные поединки
За карьеру Адонис провел 26 поединков, 25 победных из которых 24 досрочных и потерпел 1 поражение.

### Адонис Крид —Лео Спорино
- Место проведения: Филадельфия
- Дата проведения: 2015 год
- Результат: Победа Крида нокаутом во 2 раунде
- Статус: Рейтинговый бой.

### Адонис Крид —Рикки Конлан (1-й бой)
- Место проведения: Гудисон Парк, Ливерпуль
- Дата проведения: 2015 год
- Результат: Победа Конлана раздельным решением судей
- Статус: Бой за титул абсолютного чемпиона мира в полутяжелом весе.

### Адонис Крид —Дэнни Уилер
- Место проведения: MGM Grand Garden Arena, Лас-Вегас, США
- Дата проведения: 2018 год
- Результат: Победа Крида нокаутом в 5 раунде
- Статус: Бой за титул  чемпиона мира в полутяжелом весе.

### Адонис Крид —Виктор Драго (1-й бой)
- Место проведения: Barclays Center, Бруклин, Нью-Йорк, США
- Дата проведения: 2018 год
- Результат: Победа Крида дисквалификацией противника
- Статус: Бой за титул  чемпиона мира в тяжелом весе.

### Адонис Крид —Виктор Драго (2-й бой)
- Место проведения: Москва, Россия
- Дата проведения: 2018 год
- Результат: Победа Крида техническим нокаутом (сдачей) в 10 раунде
- Статус: Бой за титул  чемпиона мира в тяжелом весе.

### Адонис Крид —Рикки Конлан (2-й бой)
- Место проведения:
- Дата проведения: 2018 год
- Результат: Победа Крида
- Статус:

### Адонис Крид —Дамиан Андерсон
- Место проведения:
- Дата проведения: 2020 год
- Результат: Победа Крида нокаутом в 12 раунде
- Статус: Бой за титул чемпиона мира в тяжёлом весе

## Неофициальные бои

### Адонис Крид —Кевин Гриер
- Место проведения: Филадельфия
- Дата проведения: 2015 год
- Результат: Победа Крида нокаутом в 1 раунде
- Статус: Спарринг .

### Адонис Крид —Дэнни Уилер (спарринг)
- Место проведения: Филадельфия
- Дата проведения: 2015 год
- Результат: Победа Уилера нокаутом в 1 раунде
- Статус: Спарринг .

## В играх
- Real Boxing 2 Creed (2015)
- Creed: Rise to Glory[англ.] (2018)

## Награды и номинации
За исполнение роли Крида Джордан был номинирован на ряд престижных кинематографических премий и стал лауреатом нескольких из них.
| Год  | Премия                                   | Категория                     | Номинант         | Результат |
| ---- | ---------------------------------------- | ----------------------------- | ---------------- | --------- |
| 2015 | Ассоциация афроамериканских кинокритиков | «Самое яркое исполнение роли» | Майкл Б. Джордан | Победа    |
| 2015 | Ассоциация кинокритиков Остина           | «Лучшая мужская роль»         | Майкл Б. Джордан | Номинация |
| 2015 | Ассоциация онлайн-кинокритиков Бостона   | «Лучшая мужская роль»         | Майкл Б. Джордан | Победа    |
| 2015 | Общество онлайн-кинокритиков             | «Лучшая мужская роль»         | Майкл Б. Джордан | Номинация |
| 2015 | Общество темнокожих кинокритиков         | «Лучшая мужская роль»         | Майкл Б. Джордан | Победа    |
| 2016 | Ассоциация кинокритиков Джорджии         | «Лучшая мужская роль»         | Майкл Б. Джордан | Номинация |
| 2016 | «Империя»                                | «Лучшая мужская роль»         | Майкл Б. Джордан | Номинация |
| 2016 | Национальное общество кинокритиков США   | «Лучшая мужская роль»         | Майкл Б. Джордан | Победа    |
| 2016 | Общество кинокритиков Сиэтла             | «Лучшая мужская роль»         | Майкл Б. Джордан | Номинация |
| 2016 | All Def Movie Awards                     | «Лучшая мужская роль»         | Майкл Б. Джордан | Победа    |
| 2016 | Black Reel Awards                        | «Лучшая мужская роль»         | Майкл Б. Джордан | Победа    |
| 2016 | Golden Schmoes Awards                    | «Лучшая мужская роль»         | Майкл Б. Джордан | Номинация |
| 2016 | MTV Movie Awards                         | «Лучшая мужская роль»         | Майкл Б. Джордан | Номинация |
| 2016 | NAACP Image Award                        | «Артист года»                 | Майкл Б. Джордан | Победа    |
| 2016 | NAACP Image Award                        | «Лучший мужская роль»         | Майкл Б. Джордан | Победа    |